# Salzburger Wacht
Die Salzburger Wacht war eine österreichische Parteizeitung der SPÖ Salzburg, die von 1899 bis 1934 erschienen ist.

## Geschichte
Die erste Ausgabe der Salzburger Wacht erschien als sozialdemokratisches Parteiorgan am 13. April 1899, nach vorangegangenem Beschluss der Landes-Parteikonferenz im Jahr 1898. Die Finanzierung stand von Anfang an auf unsicheren Beinen, da es in Salzburg nur wenige Parteimitglieder gab. Daher wurde bereits 1898 ein Komitee zur Aufstellung einer sicheren Finanzierung ins Leben gerufen, bestehend aus Jakob Prähauser, Karl Fimberger, Victor Schörghofer, Leopold Hinterberger und Georg Koller. Da sich keine Druckerei in Salzburg bereiterklärte, die Zeitung zu drucken, wurde sie zu Beginn in Linz produziert. Erster De-Facto Chefredakteur wurde der Obmann der Salzburger SPÖ Jakob Prähauser.
Grundidee der Zeitung war es, Nachrichten von Laien aus der Region angeliefert zu bekommen und so auf lokale Ereignisse rasch eingehen zu können. Dieses Konzept, auf dessen Unterstützung bei Parteitagen oft hingewiesen wurde, schien aber nie richtig funktioniert zu haben, da es nur zu wenigen Veröffentlichungen dieser Art gekommen ist. 1902 konnte in Freilassing eine eigene Druckerei gegründet werden, da sich die Salzburger Drucker weiterhin weigerten die Wacht zu produzieren und in Österreich eine Konzession zur Gründung von Druckereien notwendig war.
Im ersten Jahr erschien die Salzburger Wacht nur dreimal im Monat, konnte jedoch ab 1900 auf wöchentliche Erscheinung umstellen. Ab 1907 wurde die Zeitung zweimal wöchentlich herausgegeben.
Die Redaktion der Wacht war über große Teile ihrer Geschichte ident mit der Parteiführung der SPÖ Salzburg. Finanziell gab es hier immer wieder Probleme, weswegen auch auf Redaktionsräumlichkeiten etc. verzichtet werden musste.
Ab Jänner 1911 erschien die Wacht werktäglich.
Während des Ersten Weltkriegs verlor die Wacht massiv an Auflage, da mit dem Wegbrechen der männlichen Bevölkerung und der schlechten wirtschaftlichen Lage, kaum noch Absatzmarkt bestand. Um Kosten zu sparen wurde die Produktion inhaltlich sowie im Druck mit der Innsbrucker Volks-Zeitung zusammengelegt.
Seit Ende des Ersten Weltkriegs und bis zur Einstellung des Mediums im Austrofaschismus war Robert Arthaber, ein Wiener Schriftsteller, Chefredakteur der Tageszeitung. Von 1931 an hatte er vor allem mit finanziellen Schwierigkeiten zu kämpfen, und es konnte kein positives finanzielles Ergebnis erzielt werden. Bereits in den vorangegangenen Jahren wurden häufig Werbekampagnen geschaltet, die die lokalen Genossen dazu aufgerufen haben, die Zeitung weiterzuempfehlen.
Mit dem Verbot der Sozialdemokratie im Jahr 1934 durch den austrofaschistischen Ständestaat musste die Wacht ihre Veröffentlichung einstellen. Die eigene Druckerei wurde als Parteivermögen beschlagnahmt.

## Inhalt
Bereits vor dem Ersten Weltkrieg schoss die Wacht massiv gegen den Regierungsapparat sowie gegen Geschäftsinhaber. Das hatte zur Folge, dass die Zeitung häufig von der Regierung beschlagnahmt wurde und es teilweise zu Anzeigenboykotts durch Salzburger Unternehmen kam. Die politische Position der Zeitung exponierte sie und führte in den ersten 10 Erscheinungsjahren zu 15 Konfiszierungen, zudem wurden Genossen aufgrund des noch geltenden Kolportageverbots sowie aufgrund von Ehrenbeleidigung zu Geld- und Haftstrafen verurteilt. 1902 wurde auch Prähauser für 4 Monate inhaftiert, weswegen der erste fix angestellte Redakteur Johann Scheich die Redaktion leitete.
Mit der Regierungsbeteiligung der SPÖ musste die Wacht jedoch die Konsenshaltung der Partei mittragen, weswegen die Tonart sich zu Beginn der Ersten Republik etwas entspannte.

## Bekannte Mitarbeiter
- Jakob Prähauser – Herausgeber, Autor und Vorsitzender der SPÖ Salzburg
- Robert Arthaber – Chefredakteur
- Hans Seebach – Theaterkritiker & Schriftsteller
- Robert Preußler – Herausgeber & Stv. Landeshauptmann von Salzburg